# Michał Chałbiński
Michał Chałbiński (Jastrzębie Zdrój, 1976. október 16. –) lengyel labdarúgó, csatár.

## Pályafutása
Chałbiński 17 éves korában kezdte labdarúgó-pályafutását a Piotrcovia Piotrków Trybunalski klubnál, ahol egy éven át játszott. Ezt követően két évre visszatért korábbi junior klubjához, a GKS Jastrzębie-hez, mielőtt a GKS Katowice klubhoz igazolt. A következő években Chałbiński egyetlen klubnál sem töltött egy évnél hosszabb időt, volt, hogy egyetlen szezon alatt négyszer is klubot váltott, míg végül 2000-től kezdve pályafutása során először, három szezont töltött az Odra Wodzisław Śląski klubnál.
Wodzisław Śląskiban töltött évei után az akkor a német labdarúgó-bajnokság másodosztályában szereplő SSV Jahn Regensburg klubhoz szerződött, pályafutása során ez volt az első nem lengyel csapat, melyben játszott. Regensburgban csatárként nem sok sikert könyvelhetett el. Mindössze nyolc mérkőzésen kapott szereplési lehetőséget, és ezeken egyetlen gólt sem szerzett. Miután a csapat egy év másodosztálybeli szereplés után egy osztállyal visszaesett, Chałbiński szerződését nem hosszabbították meg, így visszament Lengyelországba.
2005-től a Zagłębie Lubin csapatában játszott, mellyel 2007-ben lengyel bajnokságot, 2008-ban lengyel szuperkupát nyert. 2008 végétől ismeretlen okoknál fogva a Zagłębie Lubin második csapatához került, és a lengyel negyedosztályban játszott.
2009-2010 között a KS Polonia Warszawa játékosa volt.

## Sikerei, díjai
- 2007 - lengyel bajnokság (Zagłębie Lubin)
- 2008 - lengyel szuperkupa (Zagłębie Lubin)